# Кремнев, Гаврила
Гаврила Кремнев (годы жизни неизвестны) — однодворец села Грязевка Лебедянского уезда, рядовой ланд-милицийского Орловского полка. Самозванец, выдававший себя за чудом спасшегося императора Петра III. Осуждён, сослан на вечное поселение.

## Предыстория
Столь хорошо изученное Н. Эйдельманом «народное карнавальное сознание» предполагает, что российский император не может умереть своей смертью. Если он царствовал достаточно долго, его считают убитым, чаще всего — отравленным. Царствовавшего недолго, рано исчезнувшего будут долго считать «скрывшимся», избегшим смерти, ожидающем лишь момента для триумфального возвращения во главе народного воинства.
Также император, погибший насильственной смертью (особенно в начале правления) превращается в народной памяти в «доброго императора», убитого за то, что хотел «дать народу волю». Именно это происходит с Петром III.
Практически сразу после его смерти возникает и начинает шириться слух, что вместе с известным манифестом о «вольности дворянской» существовала «вольность крестьянская», но Екатерина и её клика этот второй манифест скрыли, а «доброго императора» поспешили свергнуть и покушались на убийство, но ему, конечно же, удалось чудесным образом ускользнуть.
Глухое волнение в крестьянской среде, недовольство казаков ущемлением их былых вольностей — всё это создавало благоприятную почву для появления многочисленных самозванцев, выдававших себя за погибшего императора.

## Появление
Самозванец, именуемый себя Петром III Фёдоровичем появляется в начале 1765 года в Воронежской губернии. Позже схваченный, на допросе «показал себя беглым солдатом Гаврилой Кремневым». После 14 лет службы он бежал из полка, и первыми сумел привлечь на свою сторону двух крепостных крестьян помещика Кологривова. Ему удалось раздобыть себе лошадь с седлом и сбруей, и после этого в течение нескольких дней он ездит по близлежащим селам, называя себя вначале «капитаном на императорской службе» и заявляет во всеуслышание, что винокурение императорским указом запрещается, а сбор подушных денег и рекрутчина остановлены на следующие 12 лет — но, в конечном итоге, решившись, объявляет своё «царское имя».
Точнее, он признает, что зовется Гаврила Кремнев, но — это имя всего лишь для отвода глаз, оно помогает спасшемуся императору скрыться от наёмных убийц.
Беглым крестьянам, помогшим самозванцу в начале присваиваются титулы генералов Румянцева и Пушкина — тактика, которую позже применит Емельян Пугачёв. Ярым сторонником Гаврилы Кремнева становится поп Лев Евдокимов, который после недолгих сомнений («как же, умер государь Пётр Фёдорович») убежден ответом самозванца, что императора в последний момент подменил преданный ему солдат.
Как обычно бывает в таких случаях, самоубеждение развивает легенду, и поп Евдокимов начинает уверять своих односельчан, что в юности служил дворцовым певчим, «нашивал на руках» ребёнка-императора и узнал его снова по приметному родимому пятну.
В скором времени самозванец привлекает на свою сторону отставного сержанта Петрова, капрала Григорова, и местного дьячка Антона Попова. Посовещавшись, они принимают общее решение: привлечь на свою сторону как можно больше однодворцев, затем отправиться в Воронеж и оттуда уже дать знать в Москву и Санкт-Петербург о возвращении «истинного императора», а затем отправиться туда самолично.
В течение нескольких дней самозванец одно за другим посещает пять сел Коротоякского и Костёнского уездов, где он, по сообщениям документов того времени, «…держа в руке крест, велел… обывателям прикладываться к тому кресту с поднятием вверх руки и отгибанием двух перстов и целовать его Кремнева руку и ногу, что и было чинено, и носили его Кремнева обыватели на руках».
Воинство самозваного «императора» увеличивалось как снежный ком, уже на подъездах к Лебедяни в нём насчитывалось до полутысячи людей. Оповещёные высланным вперед батальонным фурьером Будниковым крестьяне и духовенство встречали самозванца с иконами, хоругвями и колокольным звоном.

## Суд и приговор
Отрезвление наступило достаточно быстро, когда квартирьера, прибывшего со своими вестями в Воронеж, арестовали, допросили и немедля отправили для поимки «вора и самозванца» полуэскадрон гусар.
Как и следовало ожидать, плохо организованное, представлявшее собой скорее беспорядочную толпу, воинство самозванца, разбежалось при первых же выстрелах, а солдатский «император» доставлен для допроса и наказания в Петербург.
Крестьянская война под предводительством Пугачева была ещё впереди, посему правительство Екатерины отнеслось к беглому солдату можно сказать, с достаточной мягкостью. Екатерина своей рукой «начертала» на поданном ей отчете: «Сие преступление произошло без всякого с разумом и смыслом соображения, а единственно от пьянства и невежества, что дальнейших и опасных видов и намерений не крылось. Попам указать, что поститься надобно не только в еде, но и в питие». По легенде, когда у императрицы осведомились, в чём причина последнего указания, Екатерина со свойственным ей юмором заметила, что «…В другое время они закусывают, а во время поста без еды пьют».
Самозванца было приказано возить по всем селам и местечкам, где он объявлял себя императором, привязав ему к груди доску с надписью «Беглец и самозванец», выставлять на позорище и прилюдно сечь кнутом. По сохранившейся легенде, солдат, исполнявший наказание не забывал при этом приговаривать «Не в свои сани не садись, дурак!».
По окончании поездки, самозваному императору выжгли на лбу начальные буквы слов «Беглец и самозванец» — БС и сослали на вечное поселение в Нерчинск, где следы его теряются.